# Caserne Steinmetz
La caserne Steinmetz de Metz est une ancienne caserne d’infanterie, construite pendant l’annexion allemande en Lorraine.

## Contexte historique
Alors que Metz devient un point stratégique majeur de l’empire allemand, l’état-major allemand poursuit les travaux de fortification entamés sous le Second Empire. De nombreuses casernes sont construites pour abriter la garnison allemande qui oscille entre 15 000 et 20 000 hommes au début de la période, et dépasse 25 000 hommes avant la Première Guerre mondiale. Dans cette pépinière de généraux, se côtoient des Bavarois aux casques à chenille, des Prussiens et des Saxons aux casques à pointe et aux uniformes vert sombre, ou encore des Hessois aux uniformes vert clair. Guillaume II, qui vient régulièrement dans la cité lorraine pour inspecter les travaux d’urbanisme et ceux des forts de Metz n’hésite pas à déclarer : « Metz et son corps d’armée constituent une pierre angulaire dans la puissance militaire de l’Allemagne, destinée à protéger la paix de l’Allemagne, voire de toute l’Europe. »

## Construction et aménagements
La caserne Steinmetz est construite de 1878 à 1880 le long du boulevard de Trêves. À l’époque, elle est à l’épreuve de l’artillerie. Ses salles sont voûtées, comme celles du groupe fortifié du Saint-Quentin.

## Affectations successives
Les bâtiments servent de lieu de casernement jusqu’à la Seconde Guerre mondiale. Ils servent ensuite d’entrepôts avant d’être désaffectés en avril 1954 et versés au domaine privé de l’État. La suppression des trois zones de servitudes militaires connexes, liées au fort de Bellecroix, permet d’ouvrir plus de 80 ha à l’urbanisation. L’ancienne caserne Steinmetz a été réhabilitée et constitue aujourd’hui un bel exemple de reconversion du patrimoine militaire pour l’urbanisme local.

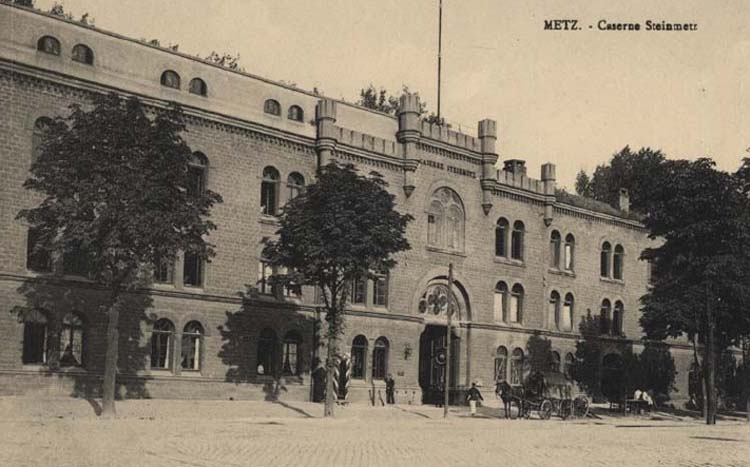
Portail principal
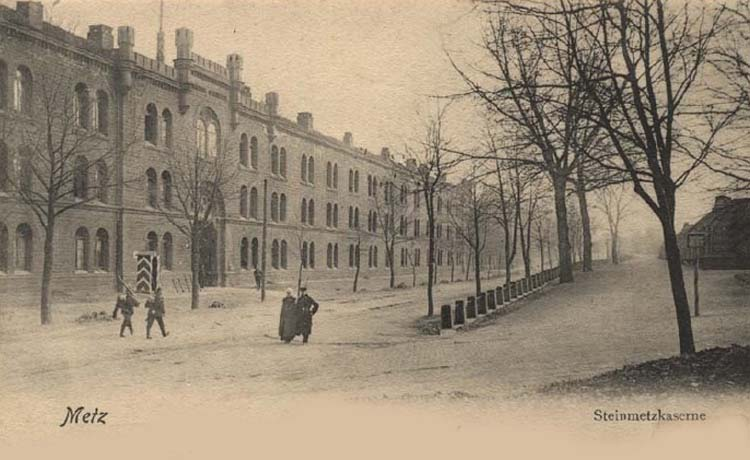
Caserne et rue
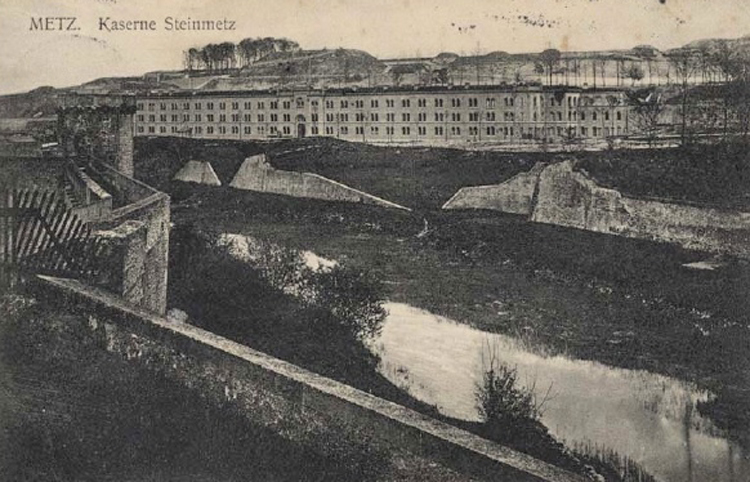
Vue des remparts vers Belle-croix